# Garnet Peak
Garnet Peak är en bergstopp i Kanada.   Den ligger i provinsen British Columbia, i den centrala delen av landet, 3 300 km väster om huvudstaden Ottawa. Toppen på Garnet Peak är 2 864 meter över havet. Garnet Peak ingår i Cariboo Mountains.
Terrängen runt Garnet Peak är huvudsakligen bergig. Garnet Peak är den högsta punkten i trakten. Trakten runt Garnet Peak är nära nog obefolkad, med mindre än två invånare per kvadratkilometer.. Det finns inga samhällen i närheten.
I omgivningarna runt Garnet Peak växer i huvudsak barrskog.